# Avlo

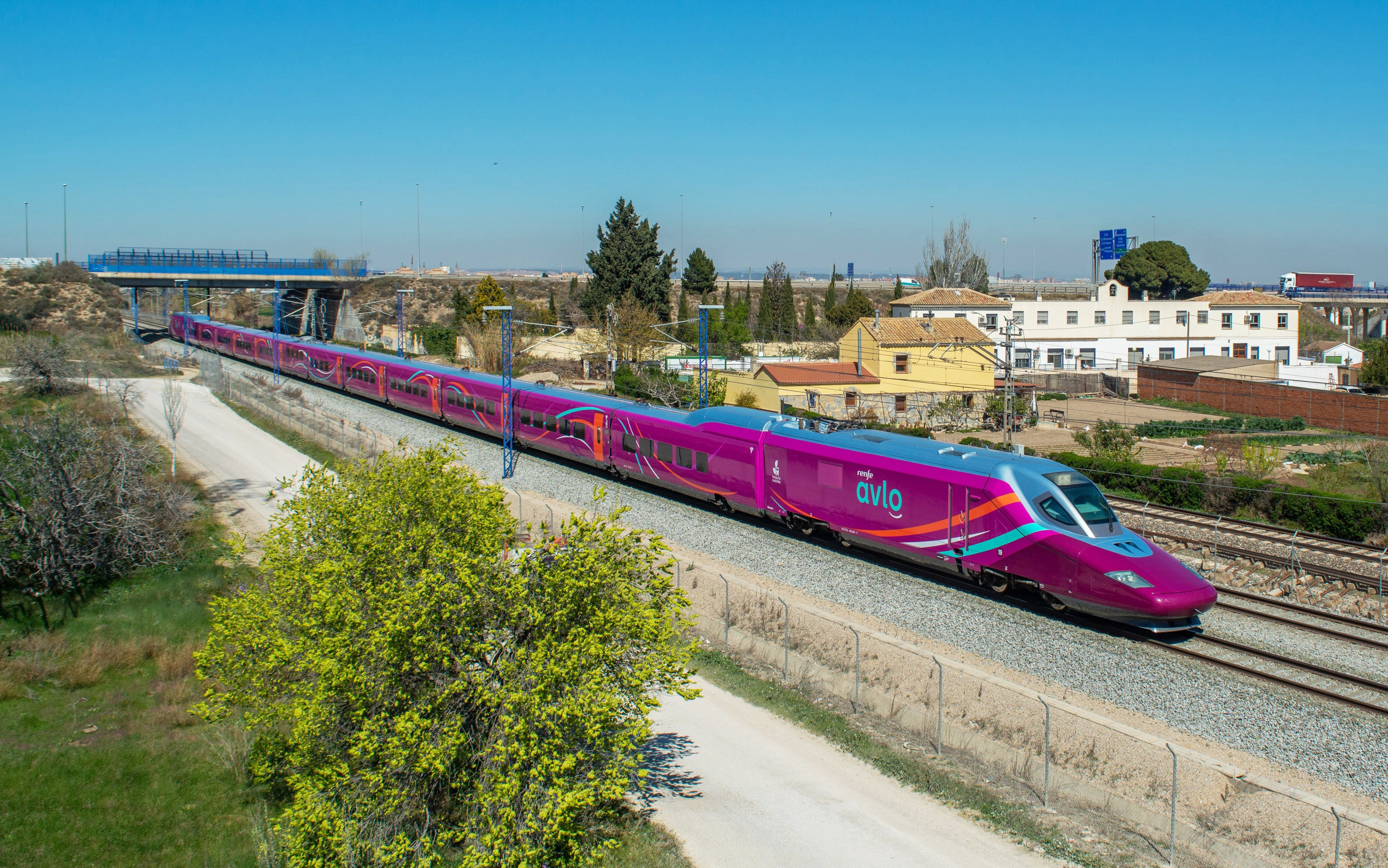
Egy Avlo járat

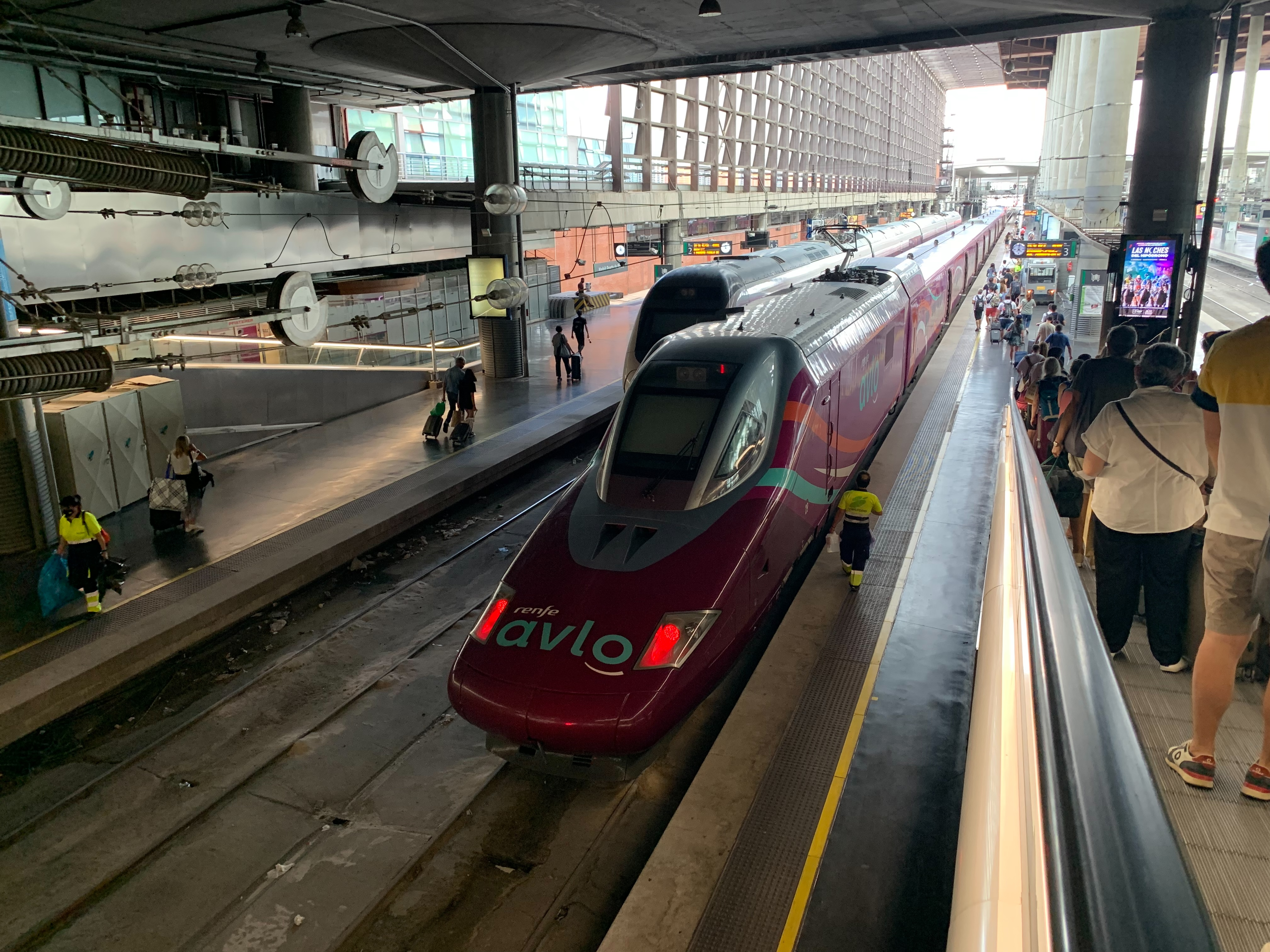
Az Avlo egyik szerelvénye Madridban

Az Avlo Spanyolország 2018-ban bejelentett új nagysebességű diszkont ("fapados") vasúti szolgáltatása, mely a fővárost, Madridot kapcsolja össze Katalóniával. Üzemeltetője a spanyol állami vasúttársaság, a RENFE. Az új szolgáltatás elindítását 2018. február 6-án jelentették be.
Az Avlo járatok  Madrid Atocha állomásról indulnak, érintik Camp de Tarragona állomást és végül Estación de El Prat de Llobregat (Barcelona közelében) állomásra fognak megérkezni.
A fő különbség az AVE járatokhoz képest az, hogy a vonatokon csak egy kocsiosztály van és nem rendelkeznek kávézóval.
A jegyek ára 9 és 59 euró között van, ami a jelenlegi AVE szolgáltatáshoz képest átlagosan 60-90%-os kedvezményt jelent.

## Története
Az SNCF francia nemzeti vasúttársaság által 2013-ban bevezetett Ouigo nevű francia fapados nagysebességű vasúti szolgáltatás népszerűségére alapozva és a spanyol nagysebességű vasúti hálózaton való vonatozás ösztönzése érdekében a Renfe érdekelt volt saját ilyen olcsó szolgáltatás létrehozásában. A szolgáltatást 2018. február 6-án jelentette be az akkori közmunkaügyi miniszter, Íñigo de la Serna. A szolgáltatást ideiglenesen "eva"-nak nevezték el, ami a Renfe saját nagysebességű vonatszolgáltatásának, az AVE-nek a neve, visszafelé írva, és a tervek szerint 2019 első negyedévére kellett volna üzembe helyezni.
A tervek szerint a vonatok Madrid és a ritkábban használt katalóniai AVE-állomások, nevezetesen Camp de Tarragona és El Prat de Llobregat között közlekedtek volna, utóbbi csak mintegy 10 km-re található a barcelonai Sants végállomástól. Ez a koncepció hasonlít az Avlo potenciális fapados versenytársának, az Ouigónak a stratégiájára, amely a nagyobb Lille-Europe állomás helyett Tourcoingba közlekedik.
A Renfe azonban többszöri késedelem után, és mivel 2020 végétől új versenytársak - például az Air Nostrum légitársaság, az olasz Trenitalia vasúttársaság és a francia SNCF vasúttársaság leányvállalata, az Ouigo - is indulhatnak, kénytelen volt feleleveníteni a saját fapados vasúti szolgáltatás terveit. A Renfe visszatért a tervezőasztalhoz, és 2019. december 11-én bejelentették a szolgáltatásra vonatkozó új javaslatcsomagokat, és a tervek szerint 2020. április 6-án, a 2020-as húsvéti ünnepek alatt indult volna a szolgáltatás. Az Avlo a tervek szerint Madrid Atocha, Zaragoza Delicias és Barcelona Sants állomások között közlekedett volna, A korábbi tervekkel ellentétben a szolgáltatás Tarragona helyett Zaragozában állt volna meg.
2020. március 15-én a Renfe bejelentette, hogy a COVID-19 járvány miatt a járat elindítását további értesítésig elhalasztják. Azoknak az ügyfeleknek, akik 5 eurós promóciós jegyet fizettek, lehetőségük volt egy későbbi időpontban utazni, míg a nem promóciós jegyeket teljes egészében visszatérítették.
Az Avlo járatai Madrid, Barcelona és a francia határon fekvő Figueres között 2021. június 23-án indultak el. Madrid és Barcelona között naponta három járat közlekedik mindkét irányban, míg egy negyedik járat Guadalajara, Calatayud, Zaragoza, Lleida, Tarragona, Barcelona, Girona és Figueres városokban áll meg, és Figueresben végződik. Ahogyan a korábbi próbálkozásnál, a szolgáltatás elindításánál is 5 eurótól kezdődnek a promóciós jegyárak.

## Járművek
| Járműsorozat      | Ülőhelyek száma | Megjegyzés                    | Darabszám     |
| ----------------- | --------------- | ----------------------------- | ------------- |
| RENFE 112 sorozat | 438             | Az AVE szolgáltatásból átvéve | 5             |
| Talgo AVRIL       | 581             | 10 db (összesen 30 rendelve)  | gyártás alatt |

## Állomások
| Név                                  | Ország        | Közigazgatási egység | Vasútvonal | Szolgáltatások                                                                                                  | Kép |
| ------------------------------------ | ------------- | -------------------- | --- | --- | --- |
| Estación de Calatayud                | Spanyolország | Calatayud            | Madrid–Barcelona nagysebességű vasútvonal Madrid-Barcelona-vasútvonal | Alvia Alta Velocidad Española Estrella Avant Avlo                                                               |     |
| Estación de Cuenca-Fernando Zóbel    | Spanyolország | Cuenca               | Madrid–Levante nagysebességű vasútvonal | Alvia Alta Velocidad Española Avant InterCity Avlo Iryo                                                         |     |
| Estación de Figueras-Vilafant        | Spanyolország | Figueres             | Madrid–Barcelona nagysebességű vasútvonal LGV Perpignan–Figueres | Alta Velocidad Española Avant Euromed TGV Elipsos Avlo                                                          |     |
| Estación de Gerona                   | Spanyolország | Girona               | Madrid–Barcelona nagysebességű vasútvonal Barcelona–Girona–Portbou-vasútvonal LGV Perpignan-Barcelona | Alta Velocidad Española Avant Euromed TGV Elipsos Estrella Avlo                                                 |     |
| Estación de Guadalajara-Yebes        | Spanyolország | Guadalajara          | Madrid–Barcelona nagysebességű vasútvonal | Alvia Alta Velocidad Española Avlo                                                                              |     |
| Estación de Lérida Pirineos          | Spanyolország | Lleida               | Madrid–Barcelona nagysebességű vasútvonal Tarragona-Reus-Lérida-vasútvonal Lleida–La Pobla Line | Alvia Alta Velocidad Española Trenhotel Avant InterCity Línea R12 Línea R13 Línea R14 Lleida–La Pobla Line Avlo |     |
| Estación de Requena-Utiel            | Spanyolország | Requena              | Madrid–Levante nagysebességű vasútvonal | Alta Velocidad Española Avlo Avant                                                                              |     |
| Estación de Valencia-Joaquín Sorolla | Spanyolország | Valencia             | Madrid–Levante nagysebességű vasútvonal Valencia–Alicante-vasútvonal | Alvia Alta Velocidad Española Avant Euromed InterCity Ouigo España Avlo Iryo                                    |     |
| Estación de Zaragoza-Delicias        | Spanyolország | Zaragoza             | C-1 line Madrid–Barcelona nagysebességű vasútvonal Zaragoza–Huesca nagysebességű vasútvonal | Alvia Alta Velocidad Española Trenhotel InterCity Elipsos Estrella Avlo Iryo                                    |     |
| Madrid Atocha                        | Spanyolország | Madrid               | Madrid–Barcelona nagysebességű vasútvonal Madrid–Sevilla nagysebességű vasútvonal Madrid–Valladolid nagysebességű vasútvonal Madrid–Toledo nagysebességű vasútvonal Madrid–Levante nagysebességű vasútvonal Madrid-Barcelona-vasútvonal Madrid–Ciudad Real-vasútvonal | Elipsos InterCity Altaria Alta Velocidad Española Avant Alvia Avlo                                              |     |